# Sinus hyperbolicus und Kosinus hyperbolicus

Graphen der reellen Hyperbelfunktionen und

Sinus hyperbolicus und Kosinus hyperbolicus, auch Hyperbelsinus bzw. Hyperbelkosinus genannt, sind zwei mathematische Funktionen, die zu den Hyperbelfunktionen gehören. Sie tragen die Symbole {\displaystyle \sinh } bzw. {\displaystyle \cosh }, in älteren Quellen auch {\displaystyle {\mathfrak {Sin}}} und {\displaystyle {\mathfrak {Cos}}.} Die Bezeichnungen Hyperbelsinus und Hyperbelkosinus verweisen einerseits auf die geometrische Deutung durch eine Hyperbel, andererseits auf die Analogie zu den trigonometrischen Funktionen Sinus und Kosinus. Der Graph der Hyperbelkosinusfunktion beschreibt ein an zwei Punkten aufgehängtes Seil einheitlicher Längendichte und wird daher als Kettenlinie oder Katenoide bezeichnet.

## Definitionen
Die Funktionen {\displaystyle \sinh } und {\displaystyle \cosh } lassen sich mithilfe der Exponentialfunktion {\displaystyle x\mapsto e^{x}} definieren:
{\displaystyle \sinh x={\frac {1}{2}}\left(e^{x}-e^{-x}\right)}
{\displaystyle \cosh x={\frac {1}{2}}\left(e^{x}+e^{-x}\right)}
Dabei ist {\displaystyle e=2{,}71828\ldots \,} die eulersche Zahl. Die Klammer um das Argument {\displaystyle x} wurde weggelassen.

## Folgerungen
{\displaystyle \sinh } ist eine ungerade Funktion, d. h. es gilt {\displaystyle \sinh(-x)=-\sinh x}.

{\displaystyle \cosh } ist eine gerade Funktion, d. h. es gilt {\displaystyle \cosh(-x)=\cosh x}.
Die Funktionen {\displaystyle \sinh } und {\displaystyle \cosh } sind also der ungerade bzw. gerade Anteil der Exponentialfunktion:
{\displaystyle \exp x=e^{x}=\cosh x+\sinh x}.
Durch Verwendung komplexer Zahlen lässt sich der Zusammenhang mit den entsprechenden trigonometrischen Funktionen {\displaystyle \sin } bzw. {\displaystyle \cos } folgendermaßen formulieren:
{\displaystyle \sinh x=-\mathrm {i} \,\sin(\mathrm {i} \,x)}
{\displaystyle \cosh x=\cos(\mathrm {i} \,x)}

## Geometrische Deutung

Eine Gerade durch den Nullpunkt schneidet die Hyperbel im Punkt, wobei für die Fläche zwischen der Geraden, ihrem Spiegelbild bezogen auf die -Achse und der Hyperbel steht. (Siehe auch die animierte Version mit Vergleich zu den trigonometrischen Funktionen.) Die Hyperbel wird auch als Einheitshyperbel bezeichnet.

Der rechte Ast der gleichseitigen Hyperbel mit der Gleichung
{\displaystyle x^{2}-y^{2}=1,}
also der Hyperbel mit dem Mittelpunkt {\displaystyle (0,0)}, der reellen Halbachse {\displaystyle a=1} und der imaginären Halbachse {\displaystyle b=1}, hat die Parameterdarstellung
{\displaystyle x=\cosh t,\quad y=\sinh t.}
Der Parameterwert {\displaystyle t} lässt sich interpretieren als Flächeninhalt eines Hyperbelsektors (in der Abbildung {\displaystyle A}).

## Eigenschaften
Die folgenden Eigenschaften gelten für die reellen Funktionen.
|                          | Sinus hyperbolicus                                                 | Kosinus hyperbolicus                                                                                            |
| ------------------------ | ------------------------------------------------------------------ | --- |
| Definitionsbereich       | {\displaystyle -\infty <x<+\infty }                                | {\displaystyle -\infty <x<+\infty }                                                                             |
| Wertebereich             | {\displaystyle -\infty <f(x)<+\infty }                             | {\displaystyle 1\leq f(x)<+\infty }                                                                             |
| Periodizität             | keine                                                              | keine |
| Monotonie                | streng monoton steigend                                            | {\displaystyle -\infty <x\leq 0} streng monoton fallend {\displaystyle 0\leq x<\infty } streng monoton steigend |
| Symmetrien               | Punktsymmetrie zum Ursprung                                        | Achsensymmetrie zur Ordinate                                                                                    |
| Asymptotische Funktionen | {\displaystyle a_{1}(x)={\frac {1}{2}}e^{x},\quad x\to \infty }    | {\displaystyle a_{1}(x)={\frac {1}{2}}e^{x},\quad x\to \infty }                                                 |
| Asymptotische Funktionen | {\displaystyle a_{2}(x)=-{\frac {1}{2}}e^{-x},\quad x\to -\infty } | {\displaystyle a_{2}(x)={\frac {1}{2}}e^{-x},\quad x\to -\infty }                                               |
| Nullstellen              | {\displaystyle x=0}                                                | keine |
| Sprungstellen            | keine                                                              | keine |
| Polstellen               | keine                                                              | keine |
| Extrema                  | keine                                                              | Minimum bei {\displaystyle x=0}                                                                                 |
| Wendestellen             | {\displaystyle x=0}                                                | keine |

### Spezielle Werte
{\displaystyle \sinh(\ln \Phi )={\tfrac {1}{2}}} mit dem goldenen Schnitt {\displaystyle \Phi }
{\displaystyle \cosh(\ln \Phi )={\tfrac {1}{2}}{\sqrt {5}}}

### Uneigentliche Integrale
Für den Kosinus hyperbolicus gilt insbesondere:
{\displaystyle \int \limits _{-\infty }^{\infty }{\frac {\mathrm {d} x}{\cosh(x)}}={\biggl \{}\arctan {\bigl [}\sinh(x){\bigr ]}{\biggr \}}_{x=-\infty }^{x=\infty }=\pi .}
Die in den geschweiften Klammern stehende Funktion wird Gudermannsche Funktion {\displaystyle \mathrm {gd} (x)=\arctan[\sinh(x)]} genannt.
Außerdem gilt für die Quadratwurzel:
{\displaystyle \int \limits _{-\infty }^{\infty }{\frac {\mathrm {d} x}{\sqrt {\cosh(x)}}}={\biggl \{}2\,\operatorname {arcsl} \left[\tanh \left({\frac {1}{2}}x\right)\right]{\biggr \}}_{x=-\infty }^{x=\infty }=2\varpi }
Die Bezeichnung {\displaystyle \mathrm {arcsl} } steht für den Lemniskatischen Arkussinus und mit dem Kürzel {\displaystyle \varpi } wird die Lemniskatische Konstante ausgedrückt.
Für den Kehrwert des kardinalisierten Sinus Hyperbolicus gilt folgendes uneigentliches Integral:
{\displaystyle \int \limits _{-\infty }^{\infty }{\frac {x\,\mathrm {d} x}{\sinh(x)}}={\biggl \{}2\,\operatorname {Li} _{2}\left[\tanh \left({\frac {1}{2}}x\right)\right]-{\frac {1}{2}}\,\operatorname {Li} _{2}\left[\tanh \left({\frac {1}{2}}x\right)^{2}\right]{\biggr \}}_{x=-\infty }^{x=\infty }={\frac {1}{2}}\pi ^{2}}
Die Bezeichnung {\displaystyle \operatorname {Li} _{2}} stellt den Dilogarithmus dar.

## Umkehrfunktionen
Der Sinus hyperbolicus bildet {\displaystyle \mathbb {R} } bijektiv auf {\displaystyle \mathbb {R} } ab und hat deshalb eine Umkehrfunktion, die man Areasinus hyperbolicus nennt.
Der Kosinus hyperbolicus bildet das Intervall {\displaystyle [0,+\infty [} bijektiv auf das Intervall {\displaystyle [1,+\infty [} und lässt sich eingeschränkt auf {\displaystyle [0,+\infty [} also invertieren. Die Umkehrfunktion davon nennt man Areakosinus hyperbolicus.
Beide Umkehrfunktionen, Areasinus hyperbolicus und Areakosinus hyperbolicus, lassen sich folgendermaßen mit Hilfe von elementareren Funktionen berechnen:
{\displaystyle \operatorname {arsinh} x=\ln \left(x+{\sqrt {x^{2}+1}}\right)\ }.
{\displaystyle \operatorname {arcosh} x=\ln \left(x+{\sqrt {x^{2}-1}}\right)\ }.

## Ableitungen
Die Ableitung des Sinus hyperbolicus ist der Kosinus hyperbolicus und die Ableitung des Kosinus hyperbolicus ist der Sinus hyperbolicus:
{\displaystyle {\begin{aligned}{\frac {\mathrm {d} }{\mathrm {d} x}}\sinh x&=\cosh x\\{\frac {\mathrm {d} }{\mathrm {d} x}}\cosh x&=\sinh x\end{aligned}}}

## Stammfunktionen
{\displaystyle {\begin{aligned}\int \sinh x\,\mathrm {d} x&=\cosh x+C\\\int \cosh x\,\mathrm {d} x&=\sinh x+C\end{aligned}}}

## Zusammenhänge (zwischen den beiden Funktionen und anderen)
{\displaystyle \cosh ^{2}x-\sinh ^{2}x=1}
{\displaystyle \cosh x+\sinh x=e^{x}}
{\displaystyle \cosh x-\sinh x=e^{-x}}
{\displaystyle \cosh({\rm {arsinh}}(x))={\sqrt {x^{2}+1}}}
{\displaystyle \sinh({\rm {arcosh}}(x))={\sqrt {x^{2}-1}}} (Hyperbelgleichung)

### Additionstheoreme
{\displaystyle {\begin{aligned}\sinh(x\pm y)&=\sinh x\cosh y\pm \cosh x\sinh y\\\cosh(x\pm y)&=\cosh x\cosh y\pm \sinh x\sinh y\end{aligned}}}
insbesondere gilt für {\displaystyle y:=x}:
{\displaystyle {\begin{aligned}\sinh 2x&=2\cdot \sinh x\cosh x\ \\\cosh 2x&=\cosh ^{2}x+\sinh ^{2}x=2\cdot \cosh ^{2}x-1=2\cdot \sinh ^{2}x+1\end{aligned}}}
und für {\displaystyle y:=2x}:
{\displaystyle {\begin{aligned}\sinh 3x&=4\cdot \sinh ^{3}x+3\sinh x\ \\\cosh 3x&=4\cdot \cosh ^{3}x-3\cosh x\end{aligned}}}

### Summenformeln
{\displaystyle {\begin{aligned}\sinh x\pm \sinh y&=2\sinh {\frac {x\pm y}{2}}\cosh {\frac {x\mp y}{2}}\\\cosh x+\cosh y&=2\cosh {\frac {x+y}{2}}\cosh {\frac {x-y}{2}}\\\cosh x-\cosh y&=2\sinh {\frac {x+y}{2}}\sinh {\frac {x-y}{2}}\end{aligned}}}

### Potenzen
{\displaystyle {\begin{aligned}\sinh ^{2}x={\frac {1}{2}}{\Big (}\cosh(2x)-1{\Big )}\\\cosh ^{2}x={\frac {1}{2}}{\Big (}\cosh(2x)+1{\Big )}\end{aligned}}}

## Reihenentwicklungen
Die Taylorreihe des Sinus hyperbolicus bzw. Kosinus hyperbolicus mit dem Entwicklungspunkt {\displaystyle x=0} lautet:
{\displaystyle {\begin{aligned}\sinh x&=\sum _{n=0}^{\infty }{\frac {x^{2n+1}}{(2n+1)!}}=x+{\frac {x^{3}}{3!}}+{\frac {x^{5}}{5!}}+\dotsb \\\cosh x&=\sum _{n=0}^{\infty }{\frac {x^{2n}}{(2n)!}}=1+{\frac {x^{2}}{2!}}+{\frac {x^{4}}{4!}}+\dotsb \end{aligned}}}

## Produktentwicklungen
{\displaystyle {\begin{aligned}&\sinh x=x\cdot \prod _{k=1}^{\infty }\left(1+{\frac {x^{2}}{(k\pi )^{2}}}\right)\\&\cosh x=\prod _{k=1}^{\infty }\left(1+{\frac {4x^{2}}{(2k-1)^{2}\pi ^{2}}}\right)\end{aligned}}}

## Multiplikationsformeln
Sei {\displaystyle n\in \mathbb {N} }. Dann gilt für alle komplexen {\displaystyle z}:
{\displaystyle {\begin{aligned}&\sinh z={\left({\frac {2}{\mathrm {i} }}\right)}^{\!\!n-1}\,\prod \limits _{k=0}^{n-1}\sinh {\frac {z+k\,\pi \,\mathrm {i} }{n}}\\&\cosh z=2^{n-1}\prod \limits _{k=0}^{n-1}\cosh {\frac {z+\left(k-{\frac {n-1}{2}}\right)\,\pi \,\mathrm {i} }{n}}\end{aligned}}}

## Komplexe Argumente
Mit {\displaystyle x,y\in \mathbb {R} } gilt:
{\displaystyle {\begin{aligned}\sinh(x+\mathrm {i} \,y)&=\cos y\,\sinh x+\mathrm {i} \sin y\,\cosh x\\\cosh(x+\mathrm {i} \,y)&=\cos y\,\cosh x+\mathrm {i} \sin y\,\sinh x\\\sin(x+\mathrm {i} \,y)&=\sin x\,\cosh y+\mathrm {i} \cos x\,\sinh y\\\cos(x+\mathrm {i} \,y)&=\cos x\,\cosh y-\mathrm {i} \sin x\,\sinh y\\\end{aligned}}}
So folgen beispielsweise die dritte und die vierte Gleichung auf folgende Weise:
Mit {\displaystyle z=x+\mathrm {i} \,y} gilt
{\displaystyle {\begin{aligned}\exp(\mathrm {i} \,z)&=\cos(x+\mathrm {i} \,y)+\mathrm {i} \sin(x+\mathrm {i} \,y)\\&=\exp(\mathrm {i} \,(x+\mathrm {i} \,y))\\&=\exp(\mathrm {i} \,x)\,\exp(\mathrm {i} \,(\mathrm {i} \,y))\\&=(\cos x\,\cos(\mathrm {i} \,y)-\sin x\,\sin(\mathrm {i} \,y))+\mathrm {i} \,(\cos x\,\sin(\mathrm {i} \,y)+\sin x\,\cos(\mathrm {i} \,y))\\&=(\cos x\,\cosh y-\mathrm {i} \sin x\,\sinh y)+\mathrm {i} \,(\sin x\,\cosh y+\mathrm {i} \cos x\,\sinh y)\\\end{aligned}}}
Durch Koeffizientenvergleich folgt:
{\displaystyle {\begin{aligned}\cos(x+\mathrm {i} \,y)&=\cos x\,\cosh y-\mathrm {i} \sin x\,\sinh y\\\sin(x+\mathrm {i} \,y)&=\sin x\,\cosh y+\mathrm {i} \cos x\,\sinh y\\\end{aligned}}}

## Anwendungen

### Lösung einer Differentialgleichung
Die Funktion
{\displaystyle f(x)=a\cdot \sinh x+b\cdot \cosh x} mit {\displaystyle a,b\in \mathbb {R} }
löst die Differentialgleichung
{\displaystyle f''(x)-f(x)=0\ }.

### Kettenlinie
Ein homogenes Seil, das nur aufgrund seiner Eigenlast durchhängt, kann durch eine Kosinus-hyperbolicus-Funktion beschrieben werden. Eine derartige Kurve nennt man auch Kettenlinie, Kettenkurve oder Katenoide.

### Lorentz-Transformation
Mit Hilfe der Rapidität {\displaystyle \lambda } kann man die Transformationsmatrix für eine spezielle Lorentztransformation (auch Lorentz-Boost) in x-Richtung folgendermaßen darstellen (für Transformationen in andere Richtungen ergeben sich ähnliche Matrizen):
{\displaystyle L={\begin{pmatrix}\cosh \lambda &-\sinh \lambda &0&0\\-\sinh \lambda &\cosh \lambda &0&0\\0&0&1&0\\0&0&0&1\end{pmatrix}}}
Man sieht eine große Ähnlichkeit zu Drehmatrizen; man erkennt so also gut die Analogie zwischen speziellen Lorentztransformationen in der vierdimensionalen Raumzeit und Drehungen im dreidimensionalen Raum.

### Kosmologie
Der Sinus hyperbolicus tritt auch in der Kosmologie auf. Die zeitliche Entwicklung des Skalenfaktors in einem flachen Universum, das im Wesentlichen nur Materie und Dunkle Energie enthält (was ein gutes Modell für unser tatsächliches Universum ist), wird beschrieben durch
{\displaystyle a(t)=\left({\sqrt {\frac {1-\Omega _{\Lambda ,0}}{\Omega _{\Lambda ,0}}}}\sinh \left({\frac {t}{t_{\mathrm {ch} }}}\right)\right)^{2/3}},
wobei
{\displaystyle t_{\mathrm {ch} }={\frac {2}{3{\sqrt {\Omega _{\Lambda ,0}}}H_{0}}}}
eine charakteristische Zeitskala ist. {\displaystyle H_{0}} ist dabei der heutige Wert des Hubble-Parameters, {\displaystyle \Omega _{\Lambda ,0}} der Dichteparameter für die Dunkle Energie. Die Herleitung dieses Ergebnisses findet man bei den Friedmann-Gleichungen. Bei der Zeitabhängigkeit des Dichteparameters der Materie tritt dagegen der Kosinus hyperbolicus auf:
{\displaystyle \Omega _{M}(t)=\cosh ^{-2}\left({\frac {t}{t_{\mathrm {ch} }}}\right)}

### Lösung algebraischer Gleichungen
Der Sinus hyperbolicus und seine Umkehrfunktion können zum Lösen von kubischen Gleichungen verwendet werden. Das Verdreifachungstheorem des Sinus hyperbolicus lautet wie folgt:
{\displaystyle \sinh(3a)=4\sinh ^{3}a+3\sinh a}
Für {\displaystyle s:=\sinh(3a)} gilt somit:
{\displaystyle s=4\sinh ^{3}\left[{\frac {1}{3}}\operatorname {arsinh} (s)\right]+3\sinh \left[{\frac {1}{3}}\operatorname {arsinh} (s)\right]}
Da der Sinus hyperbolicus {\displaystyle \sinh } und somit auch seine Umkehrfunktion {\displaystyle \operatorname {arsinh} } und dritte Potenz {\displaystyle \sinh ^{3}} ungerade Funktionen sind, gilt: Eine reelle Lösung der Gleichung {\displaystyle 4x^{3}+3x=\pm s} ist {\displaystyle x=\pm \sinh \left[{\frac {\operatorname {arsinh} s}{3}}\right]}
Der Allgemeinfall der (durch kubische Ergänzung) reduzierten kubischen Gleichung {\displaystyle x^{3}+px\mp q=0} lässt sich bei positivem {\displaystyle p} auf dieses Ergebnis zurückführen, indem man sie mit der positiven reellen Größe {\displaystyle {\frac {1}{2}}\,{\sqrt {\frac {3}{p}}}^{3}} multipliziert: Nach Kürzung bzw. geeigneter Erweiterung erhält man
{\displaystyle 4\left({\frac {1}{2}}{\sqrt {\frac {3}{p}}}\,x\right)^{3}+3\left({\frac {1}{2}}{\sqrt {\frac {3}{p}}}\,x\right)=\pm {\frac {1}{2}}\,{\sqrt {\frac {3}{p}}}^{3}\cdot q}
Setzt man {\displaystyle s={\frac {q}{2}}\,{\sqrt {\frac {3}{p}}}^{3}}, so liefert obiges Ergebnis {\displaystyle {\frac {1}{2}}{\sqrt {\frac {3}{p}}}\,x=\pm \sinh \left[{\frac {1}{3}}\operatorname {arsinh} \left({\frac {q}{2}}\,{\sqrt {\frac {3}{p}}}^{3}\right)\right]}.
Bei {\displaystyle r>0} erhält man somit folgendes Paar aus Gleichung und Lösung:
| {\displaystyle x^{3}+px=\pm q} | {\displaystyle x=\pm 2{\sqrt {\frac {p}{3}}}\sinh \left[{\frac {1}{3}}\operatorname {arsinh} \left({\frac {q}{2}}{\sqrt {\frac {3}{p}}}^{3}\right)\right]} |
So gilt beispielsweise für den Kehrwert der Supergoldenen Zahl dieser Ausdruck:
| {\displaystyle x^{3}+x=1} | {\displaystyle x={\frac {2{\sqrt {3}}}{3}}\sinh \left[{\frac {1}{3}}\operatorname {arsinh} \left({\frac {3{\sqrt {3}}}{2}}\right)\right]} |
Wenn der Koeffizient {\displaystyle p} des linearen Gliedes verdoppelt, also gleich {\displaystyle 2} gesetzt wird, dann erhält man folgende Gleichung mit folgender reeller Lösung:
| {\displaystyle x^{3}+2x=1} | {\displaystyle x={\frac {2{\sqrt {6}}}{3}}\sinh \left[{\frac {1}{3}}\operatorname {arsinh} \left({\frac {3{\sqrt {6}}}{8}}\right)\right]} |
Auch die quartischen Gleichungen können für den Allgemeinfall vereinfacht mit den Hyperbelfunktionen gelöst werden:
Ebenso soll hierfür ein Beispiel angeführt werden:
| {\displaystyle x^{4}=x+1} |
| {\displaystyle x={\tfrac {1}{3}}{\sqrt[{4}]{27}}{\sqrt {\sinh {\bigl [}{\tfrac {1}{3}}\operatorname {arsinh} ({\tfrac {3}{16}}{\sqrt {3}}){\bigr ]}}}+{\sqrt {{\tfrac {1}{4}}{\sqrt[{4}]{3}}{\sqrt {{\text{csch}}{\bigl [}{\tfrac {1}{3}}\operatorname {arsinh} ({\tfrac {3}{16}}{\sqrt {3}}){\bigr ]}}}-{\tfrac {1}{3}}{\sqrt {3}}\sinh {\bigl [}{\tfrac {1}{3}}\operatorname {arsinh} ({\tfrac {3}{16}}{\sqrt {3}}){\bigr ]}}}} |
Im Gegensatz zum Allgemeinfall der Gleichungen dritten und vierten Grades kann der Allgemeinfall der Gleichungen fünften und höheren Grades nicht elementar aufgelöst werden. Diese Tatsache wird durch den Satz von Abel-Ruffini ausgedrückt und wurde ebenso durch den Mathematiker Évariste Galois erforscht. Die Lösungen derjenigen quintischen Gleichungen aber, welche sehr wohl mit elementaren Wurzelausdrücken gelöst werden können, lassen sich stark vereinfacht mit den Hyperbelfunktionen und ihren Umkehrfunktionen darstellen. Im Folgenden sollen hierfür zwei solche quintischen Gleichungen mit ihren hyperbolisch dargestellten Lösungen gezeigt werden:
Erstes Beispiel:
| {\displaystyle x^{5}+280x=1344} |
| {\displaystyle x={\sqrt[{4}]{2^{7}}}{\sqrt {\frac {7}{5}}}\left(\cosh {\biggl \{}{\frac {1}{5}}\operatorname {arcosh} {\biggl [}{\sqrt[{4}]{2}}\,{\sqrt {\frac {5}{7}}}^{3}\,(2{\sqrt {2}}+1){\biggr ]}{\biggr \}}-\sinh {\biggl \{}{\frac {1}{5}}\operatorname {arsinh} {\biggl [}{\sqrt[{4}]{2}}\,{\sqrt {\frac {5}{7}}}^{3}\,(2{\sqrt {2}}-1){\biggr ]}{\biggr \}}\right)} |
Zweites Beispiel:
| {\displaystyle x^{5}+11x=44} |
| {\displaystyle x={\frac {2{\sqrt {11}}}{\sqrt[{4}]{5^{3}}}}\left(\cosh {\biggl \{}{\frac {1}{5}}\operatorname {arcosh} {\biggl [}{\frac {\sqrt[{4}]{5^{7}}}{\sqrt {11^{3}}}}\,(2{\sqrt {5}}+3){\biggr ]}{\biggr \}}-\sinh {\biggl \{}{\frac {1}{5}}\operatorname {arsinh} {\biggl [}{\frac {\sqrt[{4}]{5^{7}}}{\sqrt {11^{3}}}}\,(2{\sqrt {5}}-3){\biggr ]}{\biggr \}}\right)} |